# JD·萬斯在第61屆慕尼黑安全會議上的演講
中歐時間2025年2月14日，美國副總統JD·萬斯在德國慕尼黑舉行的第61屆慕尼黑安全會議上發表演說，抨擊歐盟領導人，指責他們在言論自由與民主方面出現倒退。
多家媒體認為，這場演講標誌著歐美關係的重大轉折，並將其與美國總統當勞·特朗普與俄羅斯總統弗拉基米爾·普京的通話相提並論。一些評論更直指，這場演講形同對美國的歐洲盟友發起「意識形態戰爭」或「文化戰爭」，甚至可視為對數十年來跨大西洋關係的「毀滅性衝擊」。

## 背景
慕尼黑安全會議是一年一度的國際安全政策會議，於德國慕尼黑舉行。JD·萬斯先前曾以美國參議員身份參加過該會議，在其發表演講之際，正值歐美關係因特朗普第二任期的政策調整而緊張之際，並伴隨俄羅斯入侵烏克蘭、羅馬尼亞政治危機以及德國經濟危機等風險加劇。
就在會議召開前，美國總統特朗普與俄羅斯總統普京進行電話交談，達成一項關於烏克蘭戰爭的談判協議。然而，該協議似乎未將烏克蘭與歐洲列為談判參與方，導致多個歐洲國家的外交部長紛紛表態，強調歐盟必須參與談判進程。

## 演講摘要

### 歐洲民主的內部危機
萬斯在演講中強調，歐洲民主面臨的最大威脅並非來自俄羅斯或中國的外部壓力，而是內部因素。他表示，大規模移民是歐洲面臨的最嚴重問題，並指出德國外國出生人口創下歷史新高，以及來自非歐盟國家的移民數量增加，這些變化是歐洲領導人「有意為之」的結果。萬斯進一步將慕尼黑安全會議前夕，一名阿富汗移民駕車衝撞工會示威者的襲擊事件與移民問題掛勾，並主張政府應更積極回應民眾對移民問題的關切。

### 民主機構的正當性
萬斯批評歐洲政府在選舉與言論自由方面的做法，指責他們以「選舉安全」之名，削弱民主機構的合法性。他批評歐洲政治人物「取消選舉」，特別提到2024年羅馬尼亞總統選舉首輪投票遭到廢除的事件。該選舉因傳出俄羅斯透過網路和TikTok操作宣傳活動，支持獨立民族主義候選人克林·傑奧爾傑斯庫而遭到取消。
萬斯質疑歐盟在選舉公正性上的做法，認為民主制度應具備足夠的韌性來抵禦外部影響，而非藉此為由推翻選舉結果，他將這種行徑比作「蘇聯時代的做法」，並指出：「如果一個民主制度僅憑外國幾十萬美元的數位廣告就能被顛覆，那麼它本身就過於脆弱。」
此外，他指責羅馬尼亞法院在「基於情報機構的薄弱證據以及來自歐洲鄰國的巨大壓力」下做出廢止選舉的決定，並點名批評歐盟。他還特別譴責前歐盟委員會專員蒂埃里·布雷東，指責他在電視上發表「顯然為選舉遭取消而欣喜」的「傲慢言論」。

### 言論自由與審查制度
在言論自由方面，萬斯指控歐洲政府利用「錯誤資訊」與「虛假資訊」等帶有「蘇聯時代色彩」的術語，來打壓異見聲音，保護既得利益。他批評，歐洲當局的這種做法是為了防止某些立場影響選舉結果，甚至可能導致反對派勝選。
萬斯特別譴責英國政府的「極端」言論審查制度，「背叛」言論自由，並舉出亞當·斯密·康納案作為例證。此人因違反伯恩茅斯墮胎診所周圍的「安全通行區」規定而遭到監禁。此外，他還批評瑞典法院以「煽動仇恨」的罪名，判處一名基督教活動人士因焚燒《古蘭經》罪名成立，認為這是對宗教言論的壓制。他也點出德國警方打擊反女權言論，以及蘇格蘭政府向安全通行區內的居民發出警告信，據稱禁止他們在私人住所內進行祈禱。
在整場演講中，萬斯一再強調民主合法性與公眾意見的重要性，認為歐洲領導人應當接受而非打壓不同聲音，即便這些聲音挑戰既有的政策與立場。他還批評慕尼黑安全會議刻意排除部分民粹政治領袖的參與。

### 美國國內政治與社交媒體審查
談及美國國內政治時，萬斯批評前美國總統祖·拜登曾與社交媒體企業合作，審查所謂的「錯誤資訊」。他特別提及自己曾提出2019冠狀病毒可能源自武漢實驗室的說法，並指控拜登政府打壓這類觀點。他強調，特朗普政府將「採取與拜登政府完全相反的做法」，確保多元意見得以自由表達。
此外，萬斯提到近期美國企業家及特朗普高級顧問伊隆·馬斯克因支持德國另類選擇黨而被指控干預選舉一事，並戲稱：「如果美國民主能夠在格蕾塔·通貝里連續十年的批評聲中存續，那麼你們也應該能夠承受伊隆·馬斯克幾個月的發言。」

### 歐美關係與安全合作
在談及歐美關係時，萬斯重申特朗普政府對歐洲安全的承諾，但強調歐洲各國應該加大自身的國防預算。他還提及烏克蘭與俄羅斯之間可能達成「合理和解」的可能性。
此外，他批評歐洲官員將西方對俄羅斯與烏克蘭的政策描述為「捍衛民主」，並質疑這一論述的合理性。他指出，歐洲自身的民主機構與言論自由問題同樣值得關注，並強調美國將持續關注這些議題。

## 反應
CNN指出，萬斯在演講期間，場內大多數聽眾「表情僵硬」，僅有零星且克制的掌聲打斷他的發言。萬斯僅簡短提及俄烏衝突，令許多希望了解特朗普政府新一輪和平談判計劃的與會者大失所望。
一名東歐代表透露，峰會期間，各國官員談論的唯一話題就是萬斯的演講。美國與歐洲的多名外交官和官員對此表示震驚，其中一人形容現場「滿屋子的人都張大了嘴巴」，難以置信。一名前美國眾議院民主黨議員則指責萬斯，認為他將歐洲在應對俄羅斯選舉干預上的行動歸咎於受害者，甚至本身也在干預歐洲選舉。
德克薩斯州共和黨參議員約翰·康寧則表示，希望這場演講能讓歐洲人意識到「美國不會再讓他們搭便車」。一名前高級美國外交官形容，這場演講對歐洲而言是一記「警鐘」，提醒歐洲各國，如今的美國已不再是他們數十年來習慣的盟友。
對於萬斯的演講，德國國防部部長鮑里斯·皮斯托里烏斯批評，萬斯拿歐洲部分地區與威權政權相比的說法「完全無法接受」。歐盟外交與安全政策高級代表卡婭·卡拉斯則直言，她感覺美國似乎「有意與我們挑起爭端」。
瑞典外交部部長瑪麗亞·馬爾默·斯蒂納加德拒絕對萬斯提及焚燒《古蘭經》可定罪一事作出直接回應。瑞典前首相卡爾·比爾特則批評，萬斯的演講「比預期更加惡劣」，並指控他「公然干預德國選舉，替極右翼政黨德國另類選擇黨助選」。挪威首相約納斯·加爾·史托爾則表示，萬斯有權在峰會上發表他的看法，但他不認同所謂歐洲「言論自由衰退」的問題，認為相比之下，烏克蘭戰爭、俄羅斯與中華人民共和國帶來的安全威脅才是更嚴峻的議題。
《世界報》形容萬斯的演講是對歐洲發起「意識形態戰爭」的宣言。Politico則將這場演講比喻為對峰會的「破壞性震撼彈」，並認為萬斯把「文化戰爭」帶入歐洲。《衛報》的評論員對演講內容進行事實查核，指出其中有多處不實或誤導性陳述。
針對萬斯批評蘇格蘭政府於2024年9月施行的《安全通行區法案》，蘇格蘭政府發言人駁斥萬斯的說法，強調「並沒有發送任何信件告知民眾不得在家中祈禱」，並澄清該法案僅適用於「故意或魯莽的行為」。該法案起草人、蘇格蘭議會議員吉莉安·麥凱更批評萬斯的言論「荒謬至極」，並質疑他要麼是「嚴重缺乏準確資訊」，要麼是「刻意歪曲事實」。
保守派專欄作家布雷特·斯蒂芬斯批評這場演講虛偽，稱其「令人蒙羞」。眾議員亞歷山卓·奧卡西奧-科爾特斯在X／Twitter上發帖指出：「@JDVance，你在慕尼黑的發言完全是謊言。如果這屆政府真如你所說捍衛言論自由，它的領導人就不會因為國會議員向民眾講解憲法權利，就威脅要展開刑事調查。」眾議員格里·康諾利接受採訪時表示：「試想，他們竟然向歐洲人說教，稱其害怕自己的選民，但看看特朗普和伊隆·馬斯克的所作所為：因為FBI探員盡忠職守就將他們開除，在國家安全委員會搞忠誠考核，甚至還因為懷疑數萬聯邦員工是所謂的深層政府而大規模裁員，覺得這些人靠不住。」參議員安迪·金稱，他為美國感到「羞愧難當」。不過，律師喬納森·特利卻對這場演講表示讚賞。
美國總統特朗普稱讚萬斯的演講，並針對歐洲說：「他們正在喪失珍貴的言論自由權。」
阿克塞爾·斯普林格集團首席執行官馬蒂亞斯·多普夫納認為這場演講傳遞「振奮人心的訊息」，並指出許多人是「有意曲解」其意圖。

## 外部鏈接
- 在真清晰政治的演講全文及影片